# 瓦萨沉船博物馆
瓦萨沉船博物馆（瑞典語：Vasamuseet，英语：Vasa Museum）是瑞典斯德哥尔摩的一所海事博物馆。博物馆位于動物園島上，主要用于展示17世纪的沉船瓦萨号。瓦萨号是一艘拥有64门大炮的战舰，于1628年首航途中沉没。瓦萨沉船博物馆开馆于1990年，据其官方网站的資訊，该博物馆是斯堪的纳维亚半岛历年来游客最多的博物馆之一。该博物馆与斯德哥尔摩海事博物馆等博物馆均从属于瑞典国立海事博物馆。